# Ново-Кузьминское
Ново-Кузьминское — деревня в Удомельском городском округе Тверской области.

## География
Деревня находится в северной части Тверской области на расстоянии приблизительно 22 км на север по прямой от железнодорожного вокзала города Удомля.

## История
Деревня впервые упоминается в 1924 году как выселок деревни Кузьминское. В советский период истории здесь действовали колхозы «Доброволец» и «Ударник». Дворов здесь было 26 (1958), 5 (1986), 1 (1999). До 2015 года входила в состав Котлованского сельского поселения до упразднения последнего. С 2015 года в составе Удомельского городского округа. Ныне опустела.

## Население
Численность населения: 76 человек (1958 год), 12 (1986), 4 (1996), 3 (русские 100 %) 2002 году, 6 в 2010.